# Drozd rdzawy

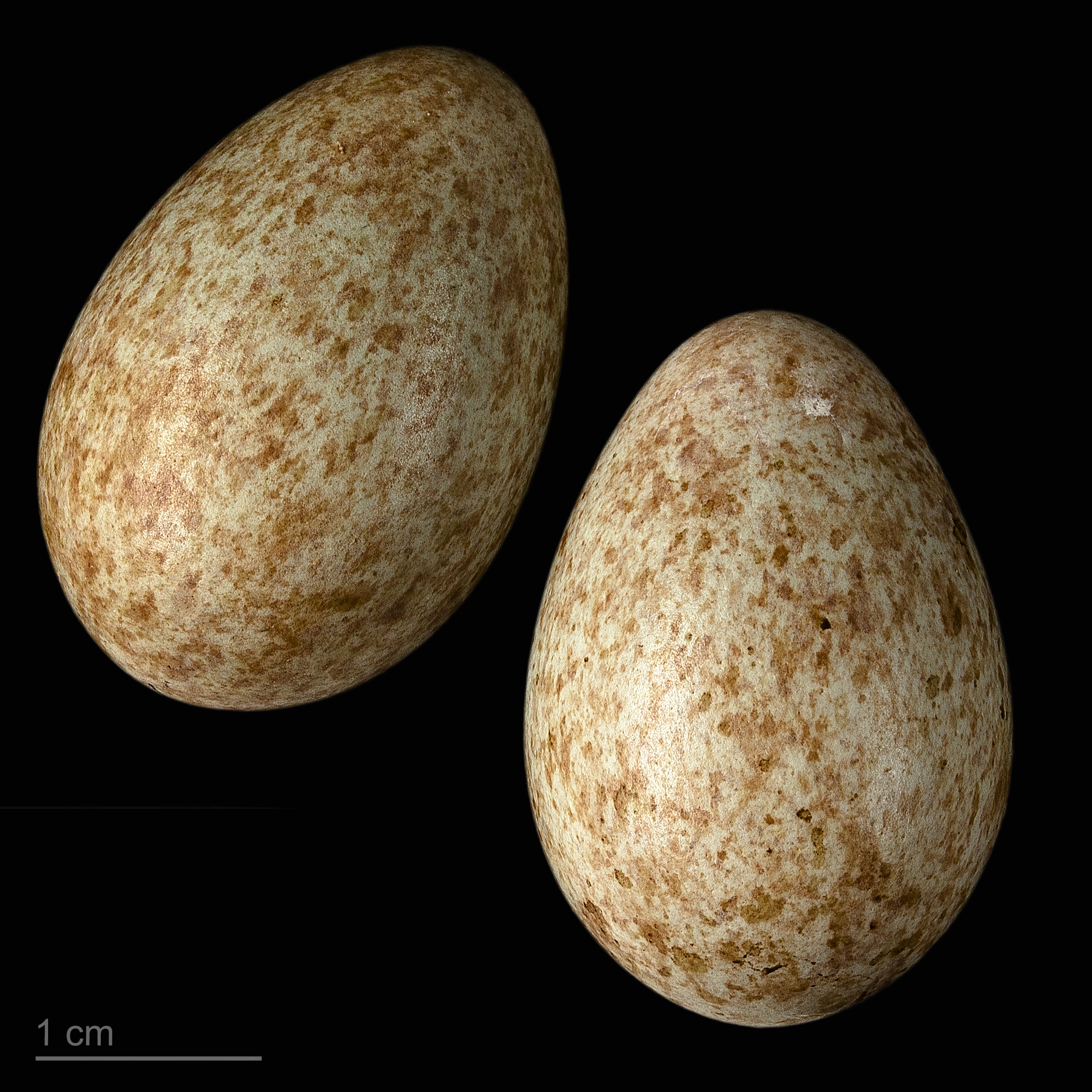
Jaja drozda rdzawego

Drozd rdzawy (Turdus naumanni) – gatunek średniej wielkości ptaka z rodziny drozdowatych (Turdidae), występujący w Azji. Nie jest zagrożony.

## Systematyka
Gatunek ten opisał naukowo Coenraad Jacob Temminck w 1820 roku, nadając mu nazwę Turdus naumanni, która obowiązuje do tej pory. Jest to gatunek monotypowy. Do niedawna wyróżniano dwa podgatunki: T. n. naumanni oraz T. n. eunomus, występujący na północy zasięgu, ostatnio wydzielany w osobny gatunek – drozd rdzawoskrzydły (T. eunomus).

## Zasięg występowania
Zamieszkuje środkową i wschodnią Syberię. Wędrowny, zimuje we wschodniej Azji – we wschodnich Chinach, na Tajwanie, w Korei Północnej i skrajnie południowo-wschodniej Rosji.
Do Polski drozd rdzawy zalatuje wyjątkowo – stwierdzony nie więcej niż 5 razy (niektóre historyczne stwierdzenia tego gatunku na ziemiach polskich zostały w 2014 roku zakwestionowane przez Komisję Faunistyczną Sekcji Ornitologicznej Polskiego Towarzystwa Zoologicznego).

## Charakterystyka
Wygląd zewnętrznySamiec ma jasnobrązową głowę z rudawą częścią twarzową i białe brwi. Wierzch ciała szary, spód biały z rudo plamkowanymi bokami, pierś i kuper rude. Spód skrzydeł pomarańczowobrązowy. U drozda rdzawoskrzydłego wierzch i kuper są ciemnobrązowe, a część twarzowa, pierś i plamy na bokach – czarne. Samica podobna do samca. Młode mają mniej intensywny rysunek upierzenia.
Rozmiarydługość ciała ok. 23–25 cm, rozpiętość skrzydeł ok. 36–39 cm; masa ciała 63–81 g
GłosŚpiew fletowy lub gwiżdżący, podobny jak u droździka.
ZachowaniePodczas wędrówek i na zimowiskach często tworzy małe stada.

## Środowisko
Lasy i zadrzewienia; na północy również tereny górzyste i skraj tundry.

## Pożywienie
Głównie owady i ich larwy (zwłaszcza komary) oraz dżdżownice i inne bezkręgowce zbierane na ziemi, a także jagody.

## Lęgi
GniazdoNa drzewie.
Jaja i wysiadywanieSamica składa 3–5 jaj, które są wysiadywane przez ok. 14 dni.

## Status i ochrona
Drozd rdzawy nie jest zagrożony według danych IUCN (status LC – Least Concern). Liczebność populacji nie została oszacowana, ale ptak ten opisywany jest jako dość pospolity lub pospolity. Trend liczebności populacji nie jest znany.
W Polsce jest objęty ścisłą ochroną gatunkową.